# Horace B. Carpenter
Horace B. Carpenter (Grand Rapids, 31 gennaio 1875 – Hollywood, 21 maggio 1945) è stato un attore, regista e sceneggiatore statunitense.

## Filmografia parziale

### Attore
- The Man on the Box, regia di Oscar Apfel (1914)
- The Call of the North, regia di Oscar Apfel e Cecil B. DeMille (1914)
- The Virginian, regia di Cecil B. DeMille (1914)
- The Man from Home, regia di Cecil B. DeMille (1914)
- The Ghost Breaker, regia di Cecil B. DeMille e Oscar C. Apfel (1914)
- The Goose Girl, regia di Frederick A. Thomson (1915)
- The Arab, regia di Cecil B. DeMille (1915)
- Carmen, regia di Cecil B. DeMille (1915)
- The Golden Chance, regia di Cecil B. DeMille (1915)
- The Sowers, regia di William C. deMille (1916)
- Maria Rosa, regia di Cecil B. DeMille (1916)
- The Clown, regia di William C. deMille (1916)
- The Heir to the Hoorah, regia di William C. deMille (1916)
- Giovanna d'Arco (Joan the Woman), regia di Cecil B. DeMille (1916)
- Castles for Two, regia di Frank Reicher (1917)
- Nan of Music Mountain, regia di George Melford (1917)
- The Devil-Stone, regia di Cecil B. DeMille (1917)
- Terror of the Range, regia di Stuart Paton (1919)
- Partners of the Trail, regia di Wallace Fox (1931)
- Maniac, regia di Dwain Esper (1934)

### Regista
- Flashing Steeds (1925)
- The Sagebrush Lady (1925)
- Fangs of Fate (1925)
- The Last Chance (1926)
- False Fathers (1929)
- West of the Rockies (1929)
- The Pecos Dandy (1934)

### Sceneggiatore
- Wild and Woolly (1917) - soggetto
- Fangs of Fate (1925)
- Fighters of the Saddle (1929) - scenario